# Leerstof
Leerstof of lesstof is in het onderwijs een afgebakende hoeveelheid kennis die men moet opdoen, oftewel datgene dat binnen onderwijs geleerd wordt of dient te worden. De afbakening wordt bepaald door diverse zaken en instanties, zoals de wetgever of de schoolinstelling, aan de hand van de verwachtingen die men bij een bepaald niveau van onderwijs van de leerlingen heeft, of een te bereiken niveau.
Voor de verschillende deelnemers aan het onderwijs heeft het begrip leerstof een verschillende betekenis:
- Voor de onderwijzer is de leerstof, datgene wat onderwezen dient te worden;
- Voor de leerling is het de kennis en informatie, die eigen gemaakt moet worden;
- Voor de examinator is het datgene wat getest moet worden;
- Voor de ontwerper van het onderwijsmateriaal is het datgene wat in didactisch materiaal omgezet moet worden.

De onderwijsmaterialen (waaronder lesmaterialen, opgaven, instructies, studieteksten en onderwijsfilms) die voor de leerder dienen om zich de leerstof eigen te maken, zijn ondergeschikt aan de leerstof, ze zijn daarvan de drager.